# Podhum (Czarnogóra)
Podhum (cyr. Подхум) – wieś w Czarnogórze, w gminie Tuzi. W 2011 roku liczyła 273 mieszkańców.